# Unapologetic
Unapologetic é o sétimo álbum de estúdio da cantora barbadense Rihanna, que foi lançado a 19 de Novembro de 2012 através da Def Jam Recordings. O single de avanço, "Diamonds", estreou a 26 de Setembro de 2012 durante a emissão do programa Elvis Duran and the Morning Show da estação de rádio Z100, e uma hora depois, foi disponibilizado na iTunes Store de todo o mundo. O título, capa de arte e data de edição do disco de originais foram confirmados pela cantora a 11 de Outubro de 2012 através da sua conta oficial no Twitter.

## Antecedentes
Após o lançamento do antecessor Talk That Talk, que foi comercialmente bem sucedido com quatro singles de promoção, sendo um deles "We Found Love" que chegou à liderança de vinte tabelas musicais à volta do mundo. Quatro meses depois da edição do seu sexto disco de originais, Rihanna afirmou que tinha começado a trabalhar num novo projecto. Numa entrevista em Março de 2012, a cantora afirmou que "estava a trabalhar em novos sons" mas que "ainda não tinha começado a gravar".

## Gravação
Em Junho de 2012, a artista esteve em estúdio com os produtores Nicky Romero e Burns em Londres, onde Rihanna iria actuar no festival Hackney.

## Composição

### Influências musicais
"Adoro experimentar e adoro trabalhar com diferentes tipos de som e misturá-los, por isso não se tornam uni-dimensionais".

—Rihanna, sobre as influências sonoras do álbum
Numa entrevista, Rihanna falou sobre a sonoridade do disco e afirmou que gostava de experimentar novos sons e misturá-los. A cantora também confidenciou que estava a trabalhar em coleccionar e criar primeiro o som antes de iniciar os arranjos líricos e melódicos. "Eu tenho uma espécie de ideia, e é muito áspera agora. Por isso, estou muito ansiosa para começar", afirmou a artista. O produtor norte-americano Sean Garrett confirmou que a direcção musical do CD seria "uma grande mistura de géneros".

## Singles
Rihanna confirmou o lançamento do single de avanço do seu sétimo disco de originais após a sua performance no festival iHeartRadio a 21 de Setembro de 2012, afirmando que seria enviado para o programa Elvis Duran and the Morning Show da estação de rádio Z100. A artista também descreveu a música como nem feliz nem triste, e disse se sentia "feliz e hippie" em vez de "dançante": "É descontraído mas esperançoso. É um registo que... me dá um sentimento tão grande quando o oiço. A letra é muito esperançosa e positiva mas sobre o amor e os motivos são um pouco diferentes daqueles que as pessoas esperam", concluiu.
A 24 de Setembro de 2012, a editora Island Def Jam fez um comunicado oficial à imprensa e acrescentou que o tema seria disponibilizado na iTunes Store no mesmo dia em todo o mundo. Após a sua primeira reprodução em rádio, uma hora mais tarde, o tema já estava disponível para descarga digital na loja on-line da Apple. A capa de arte revela uma imagem a preto e branco em que a jovem segura num papel para enrolar cigarros, mas em vez de tabaco, está recheado de pedras preciosas.

## Lançamento e promoção
Em Agosto de 2012, foi revelado que o lançamento do disco iria ocorrer em finais do mês de Novembro de 2012. Dois meses depois, a data foi oficial foi revelada e remetia para 19 de Novembro. A 2 de Novembro, Rihanna partilhou os bastidores das gravações e concepção do trabalho, os ensaios para o iHeart Radio Music Festival e várias fotografias em estúdio.

### Actuações ao vivo
A cantora interpretou pela primeira vez ao vivo "Diamonds" e "Phresh Out The Runway" durante o evento 2012 Victoria's Secret Fashion Show a 7 de Novembro de 2012, que foi transmitido na televisão a 4 de Dezembro do mesmo ano. A artista voltou a interpretar o single de avanço do álbum e outra faixa do mesmo, "Stay", no programa Saturday Night Live a 10 de Novembro com a actriz Anne Hathaway como apresentadora.

### Mini-digressão

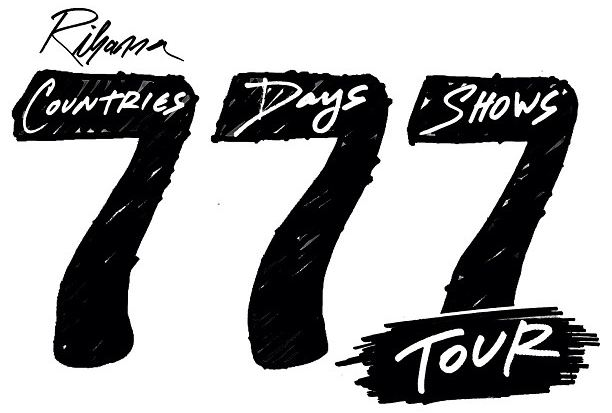
Póster oficial para divulgação da digressão promocional

No final do mês de Outubro de 2012, foi confirmado que Rihanna iria embarcar numa digressão promocional intitulada 777 Tour, que teria início a 14 de Novembro de 2012 e término a 20 do mesmo mês. O conceito passou por realizar sete concertos em sete cidades e países diferentes na América do Norte e Europa, a fim de promover a edição de Unapologetic. A turné consistiu na presença de um grupo de fãs e 150 jornalistas a representar 82 países a bordo de um Boeing 777 de arena em arena, com a companhia da própria artista. O locutor Wilson Honrado da estação Rádio Comercial foi o escolhido para representar Portugal durante a viagem, mais tarde anunciando em exclusivo que a cantora regressaria ao Pavilhão Atlântico em 2013.
| Data                   | Cidade           | País           | Arena            |
| ---------------------- | ---------------- | -------------- | ---------------- |
| 14 de Novembro de 2012 | Cidade do México | México         | El Plaza Condesa |
| 15 de Novembro de 2012 | Toronto          | Canadá         |                  |
| 16 de Novembro de 2012 | Estocolmo        | Suécia         | Berns salonger   |
| 17 de Novembro de 2012 | Paris            | França         | Le Trianon       |
| 18 de Novembro de 2012 | Berlim           | Alemanha       |                  |
| 19 de Novembro de 2012 | Londres          | Inglaterra     |                  |
| 20 de Novembro de 2012 | Nova Iorque      | Estados Unidos | Barclays Center  |

1. "Cockiness (Love It)"
2. "Birthday Cake"
3. "Talk That Talk"
4. "Wait Your Turn"
5. "Man Down"
6. "Only Girl (In the World)"
7. "Disturbia"
8. "S&M"
9. "Phresh Out the Runway"
10. "Unfaithful" (acústico)
11. "Take a Bow" (acústico)
12. "Hate That I Love You" (acústico)
13. "Where Have You Been"
14. "What's My Name?"
15. "Run This Town"
16. "Live Your Life"
17. "All of the Lights"
18. "Diamonds"
19. "We Found Love"
20. "Umbrella"

### Digressão
O evento foi anunciado a 7 de Setembro de 2012, um dia após a artista vencer o prémio Video of the Year na cerimónia MTV Video Music Awards com "We Found Love". A fase norte-americana da turné irá começar a 8 de Março de 2013 em Buffalo na arena First Niagara Center, com final planeado para 4 de Maio do mesmo ano em Brooklyn. A venda de bilhetes para o evento começaram a 14 de Setembro de 2012. Em Novembro de 2011, foram reveladas as datas da parte europeia do espectáculo, com paragens em cidades como Alemanha, França e Portugal, com início a 26 de Maio de 2013 e término em precisamente dois meses depois.

## Alinhamento de faixas
No dia 6 de Novembro de 2012, a cantora confirmou a lista oficial de canções através da sua conta no Twitter.
| Edição padrão  |                                       | |                                          |         |  |
| N.º            | Título                                | Compositor(es) | Produtor(es)                             | Duração |  |
| 1.             | "Phresh Out the Runway"               | David Guetta, Giorgio Tuinfort, Terius Nash, Robyn Fenty                                                              | Guetta, Tuinfort, The-Dream              | 3:42    |  |
| 2.             | "Diamonds"                            | Sia Furler, Benjamin Levin, Mikkel S. Eriksen, Tor E. Hermansen                                                       | Stargate, Benny Blanco                   | 3:45    |  |
| 3.             | "Numb" (com Eminem)                   | Sam Dew, Fenty, Warren Felder, Ronald "Flip" Colson, Marshall Mathers, Kanye West, Aldrin Davis, Connie Mitchell      | @Oakwud, @Flippa123, @PopWansel          | 3:25    |  |
| 4.             | "Pour It Up"                          | Fenty, Michael Williams, Theron Thomas, Timothy Thomas                                                                | Mike WiLL Made-It, J-Bo (co-produtor)    | 2:41    |  |
| 5.             | "Loveeeeeee Song" (com Future)        | Nayvadius Wilburn, Denisia "Blue June" Andrews, Fenty                                                                 | Future                                   | 4:16    |  |
| 6.             | "Jump"                                | Kevin Cossum, Williams, Eriksen, Hermansen, Saul Milton, Will Kennard, Stephen Garrett, Elgin Lumpkin, Timothy Mosely | Stargate, Mikey Mike, Chase & Status     | 4:24    |  |
| 7.             | "Right Now" (com David Guetta)        | Nash, Fenty, Guetta, Eriksen, Hermansen, Shaffer Smith, Tuinfort, Nick Rotteveel                                      | Guetta, Stargate, Nicky Romero, Tuinfort | 3:01    |  |
| 8.             | "What Now"                            | Olivia Waithe, Fenty, Parker Ighile, Nathan Cassells                                                                  | Ighile, Cassells (co-produtor)           | 4:03    |  |
| 9.             | "Stay" (com Mikky Ekko)               | Mikky Ekko, Justin Parker, Elof Loelv                                                                                 | Ekko, Loelv, Parker                      | 4:00    |  |
| 10.            | "Nobody's Business" (com Chris Brown) | Nash, Fenty, Carlos McKinney, Michael Jackson                                                                         | The-Dream, McKinney                      | 3:36    |  |
| 11.            | "Love Without Tragedy / Mother Mary"  | Nash, Fenty, McKinney                                                                                                 | The-Dream, McKinney                      | 6:58    |  |
| 12.            | "Get It Over With"                    | James Fauntleroy, Fenty, Brian Kennedy                                                                                | Kennedy                                  | 3:31    |  |
| 13.            | "No Love Allowed"                     | Sean Fenton, Fenty, Alexander Izquierdo, Ernest Wilson, Steve Wyreman                                                 | No I.D.                                  | 4:09    |  |
| 14.            | "Lost in Paradise"                    | Dean, Fenty, Timothy McKenzie, Eriksen, Hermansen,                                                                    | Stargate, Labrinth                       | 3:35    |  |
| Duração total: | Duração total:                        | Duração total: | Duração total:                           | 55:06   |  |

| Faixas bónus da edição deluxe |                                           |                                              |                        |         |  |
| N.º                           | Título                                    | Compositor(es)                               | Produtor(es)           | Duração |  |
| 15.                           | "Half of Me"                              | Emeli Sandé, Shahid Khan, Eriksen, Hermansen | Stargate, Naughty Boy  | 3:12    |  |
| 16.                           | "Diamonds" (Dave Audé 100 Extended)       | Sia Furler                                   | Benny Blanco, Stargate | 5:03    |  |
| 17.                           | "Diamonds" (Gregor Salto Downtempo Remix) | Sia Furler                                   | Benny Blanco, Stargate | 4:29    |  |
| Duração total:                | Duração total:                            | Duração total:                               | Duração total:         | 67:50   |  |

| DVD da edição deluxe |                                             |         |  |
| N.º                  | Título                                      | Duração |  |
| 18.                  | "First Look: 2012 LOUD Tour Live at the O2" | 23:04   |  |

## Desempenho nas tabelas musicais
| Tabela musical (2012)                         | Melhor posição |
| --------------------------------------------- | -------------- |
| Alemanha - German Albums Chart                | 4              |
| Austrália - ARIA Albums Chart                 | 8              |
| Áustria - Austrian Albums Chart               | 5              |
| Bélgica - Ultratop (Flandres)                 | 2              |
| Bélgica - Ultratop (Valónia)                  | 5              |
| Canadá - Canadian Albums Chart                | 1              |
| Dinamarca - Tracklisten                       | 7              |
| Escócia - Scottish Albums Chart               | 3              |
| Estados Unidos - Billboard 200                | 1              |
| Estados Unidos - Billboard R&B/Hip-Hop Albums | 1              |
| Finlândia - Finnish Albums Chart              | 28             |
| Hungria - MAHASZ                              | 21             |
| Irlanda - Irish Albums Chart                  | 2              |
| Noruega - VG-lista                            | 1              |
| Nova Zelândia - New Zealand Albums Chart      | 5              |
| Países Baixos - Dutch Albums Chart            | 6              |
| Polónia - Polish Albums Chart                 | 4              |
| Portugal - Top 30 Artistas                    | 11             |
| Reino Unido - UK Albums Chart                 | 1              |
| Reino Unido - UK R&B Albums Chart             | 1              |
| Chéquia - TOP50 Prodejní                      | 13             |
| Suíça - Swiss Albums Chart                    | 1              |

| País           | Providente | Certificação |
| -------------- | ---------- | ------------ |
| Dinamarca      | IFPI       | Ouro         |
| Austrália      | ARIA       | Platina      |
| Brasil         | ABPD       | Platina      |
| Bélgica        | BEA        | Ouro         |
| Dinamarca      | IFPI       | Ouro         |
| Alemanha       | BVMI       | Ouro         |
| Irlanda        | IRMA       | 2× Platina   |
| Nova Zelândia  | RIANZ      | Ouro         |
| Polónia        | ZPAV       | Platina      |
| Estados Unidos | RIAA       | Platina      |

## Histórico de lançamento
| País           | Data                   | Formato(s)   | Editora discográfica | Edição(ões)    |
| -------------- | ---------------------- | ------------ | -------------------- | -------------- |
| Suécia         | 16 de Novembro de 2012 | CD + DVD     | Def Jam              | Deluxe         |
| Alemanha       | 19 de Novembro de 2012 | CD, CD + DVD | Def Jam              | Padrão, deluxe |
| Austrália      | 19 de Novembro de 2012 | CD, CD + DVD | Def Jam              | Padrão, deluxe |
| Estados Unidos | 19 de Novembro de 2012 | CD, CD + DVD | Def Jam              | Padrão, deluxe |
| França         | 19 de Novembro de 2012 | CD           | Def Jam              | Padrão         |
| Nova Zelândia  | 19 de Novembro de 2012 | CD, CD + DVD | Def Jam              | Padrão, deluxe |
| Reino Unido    | 19 de Novembro de 2012 | CD, CD + DVD | Mercury              | Padrão, deluxe |
| Espanha        | 20 de Novembro de 2012 | CD, CD + DVD | Universal Music      | Padrão, deluxe |
| Itália         | 20 de Novembro de 2012 | CD, CD + DVD | Def Jam              | Padrão, deluxe |
| Países Baixos  | 20 de Novembro de 2012 | CD, CD + DVD | Def Jam              | Padrão, deluxe |
| Polónia        | 20 de Novembro de 2012 | CD, CD + DVD | Universal Music      | Padrão, deluxe |
| Japão          | 21 de Novembro de 2012 | CD           | Universal Music      | Padrão         |